# Haboro
Haboro (japanska: 羽幌町?, Haboro-chō) är en landskommun (köping) i Hokkaido prefektur i Japan. 
Till kommunen hör också de två bebodda öarna Yagishiri-tō och Teuri-tō, cirka 25 kilometer från fastlandet.